# Museet Ribes Vikinger

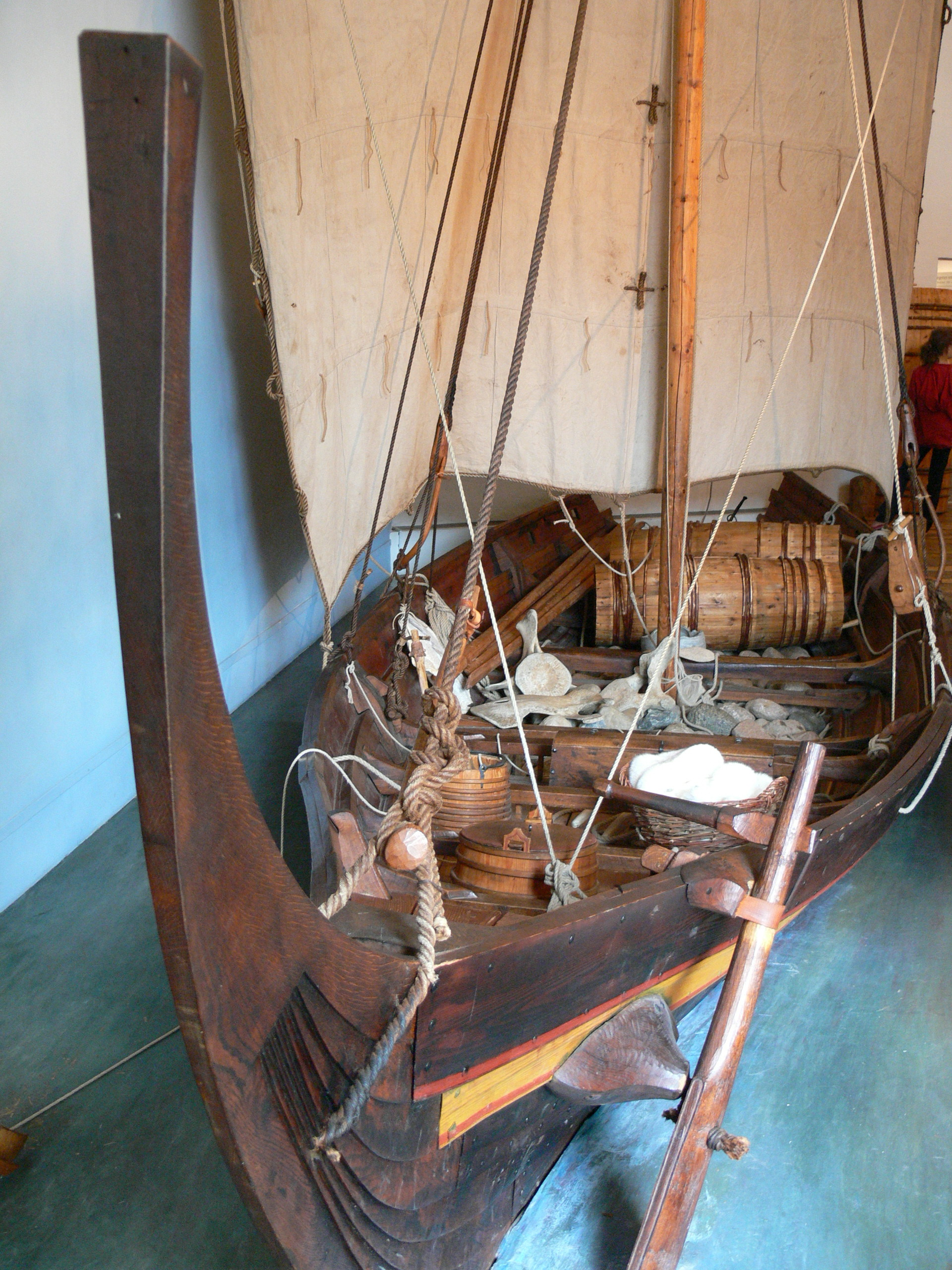
Modell des Flussboots aus dem Wikingermuseum Ribe

Das Museet Ribes Vikinger (nicht zu verwechseln mit dem Ribe VikingeCenter) ist ein historisches Museum in der dänischen Stadt Ribe.
Das Museum bietet in der Dauerausstellung, anhand zahlreicher archäologischer Funde und historischer Gegenstände, einen umfassenden Einblick in die Geschichte Ribes von der Wikingerzeit über das Mittelalter bis zum Jahr 1700. Es bietet neben wechselnden Sonderausstellungen zu den Bereichen Geschichte, Kunst und Kultur auch ein breites museumspädagogisches Programm für Schulklassen und Kinder.
Das Museum befindet sich in Ribe und damit direkt am Ort der Gründung der ersten Stadt Skandinaviens um das Jahr 700 herum. Zu dieser Zeit entstand in Ribe ein früher Handelsposten. Während des gesamten Mittelalters war Ribe eine der wichtigsten Handelsstädte Dänemarks mit einem großen Hafen und Verbindungen nach ganz Europa. Die Ausstellungen und Erlebnisräume des Museums erzählen vom Alltag, Handel und Handwerk, aber auch vom Tod und vom heidnischen Glauben zu dieser Zeit. Herausragende archäologische Funde und deren Rekonstruktionen vermitteln anschaulich, wie die Menschen in Ribe während des katholischen Mittelalter hier lebten. 
Dem Museum ist die im ehemaligen Rathaus untergebrachte Rådhussamlingen (Rathaussammlung) angegliedert, welche die Geschichte der Stadt Ribe von 1700 bis ins 20. Jahrhundert präsentiert.
In der Nähe liegt der Hjemsted Oldtidspark in Skærbæk.